# James Flynn (Politiker)
James T. Flynn (* 25. September 1944) ist ein US-amerikanischer Politiker. Zwischen 1983 und 1987 war er Vizegouverneur des Bundesstaates Wisconsin.

## Werdegang
Im Jahr 1970 absolvierte James Flynn die Marquette University in Milwaukee. Nach einem anschließenden Jurastudium an derselben Universität und seiner 1973 erfolgten Zulassung als Rechtsanwalt begann er in diesem Beruf zu arbeiten. Gleichzeitig schlug er als Mitglied der Demokratischen Partei eine politische Laufbahn ein. In den Jahren 1972, 1976 und 1980 wurde er jeweils in den Senat von Wisconsin gewählt.
Zwischen 1983 und 1987 war Flynn an der Seite von Tony Earl Vizegouverneur von Wisconsin. Nach seiner Zeit als Vizegouverneur praktizierte er wieder als Anwalt. Seit 2003 gehört er der Wisconsin Labor and Industry Review Commission an, deren Vorsitz er seit 2006 innehat.